# Macrobrachium rosenbergii
Macrobrachium rosenbergii е вид ракообразно от семейство Palaemonidae.

## Разпространение
Видът е разпространен в Бангладеш, Бруней, Индия, Индонезия (Ява), Камбоджа, Китай, Малайзия (Западна Малайзия, Сабах и Саравак), Мианмар, Пакистан, Сингапур, Тайланд, Филипини и Шри Ланка. Внесен е в Бразилия (Пара и Сао Пауло) и Мартиника.